# Соколов, Алексей Андреевич
Алексе́й Андре́евич Соколо́в (12 [25] августа 1904, Серпухов, Российская империя — 4 февраля 1989, Москва, СССР) — советский футболист, нападающий. Заслуженный мастер спорта. Кавалер ордена «Знак Почёта» и ордена Красной Звезды.

## Карьера
Участник Гражданской войны. Начинал играть в футбол в Серпухове за команду Центрального клуба профсоюзов.
С 1924 по 1926 выступал за московский клуб СКИФ, с 1927 по 1928 за ОППВ / ЦДКА и с 1929 по 1932 за «РКимА / Серп и Молот».
В 1933 стал играющим тренером «Динамо».
С 1932 по 1935 год Соколов помогал Михаилу Козлову в сборной СССР.
В 1935 был избран первым председателем Всесоюзной футбольной секции. Был одним из организаторов розыгрышей Кубка СССР, Соколовым была куплена хрустальная ваза и ставшая Кубком.
Три раза приходил старшим тренером в тбилисское «Динамо» Под его руководством команда стала финалистом Кубка СССР 1937 года, а в 1950 году выиграла бронзовые медали чемпионата.
Также занимался регби и волейболом, работал арбитром всесоюзной категории по регби.
С 1940 по 1941 и с 1945 по 1948 год работал начальником учебно-спортивного отдела московского «Динамо».
Участник Великой Отечественной войны. В 1947 году ему присвоено звание Заслуженного мастера спорта СССР
В начале 1950-х и в середине 1960-х годов был председателем Всесоюзного тренерского совета Секции футбола СССР и Федерации футбола СССР.
В 1955—1957 годах был первым главным редактором журнала «Спортивные игры».
С 1959 по 1976 год был постоянным членом Президиума Федерации футбола СССР.
В 1960—1986 годах работал ответственным секретарём Федерации спортивной медицины СССР. Внёс большой вклад в развитие футбола и спортивной медицины в стране.
Автор многочисленных методических пособий по футболу и другим спортивным играм.
Параллельно с игрой в футбол работал судьёй: был главным секретарём главной судейской коллегии на всесоюзной спартакиаде 1928 года.
Похоронен на Кунцевском кладбище.

## Образование
Окончил медицинский институт и в 1932 году ГЦОЛИФК.

## Награды
- Орден «Знак Почёта» (27.04.1957) — «за успехи, достигнутые в деле развития массового физкультурного движения в стране, повышения мастерства советских спортсменов, и успешное выступление на международных соревнованиях»
- Орден Красной Звезды[1]